# De’Von Achane
De’Von Achane (geboren am 13. Oktober 2001 in Missouri City, Texas) ist ein US-amerikanischer American-Football-Spieler auf der Position des Runningbacks. Er spielte College Football für die Texas A&M University und spielt seit 2023 in der National Football League (NFL) für die Miami Dolphins.

## Frühe Jahre und College
Achane besuchte die Thurgood Marshall High School in seiner Heimatstadt Missouri City, Texas und erlief für das dortige Highschoolfootballteam insgesamt 2097 Yards bei 185 Versuchen.
Ab 2020 ging Achane auf die Texas A&M University, um College Football für die Texas A&M Aggies zu spielen. In seinen ersten beiden Jahren war er Ergänzungsspieler hinter Isaiah Spiller. Als Freshman erlief Achane bei 43 Versuchen 364 Yards und vier Touchdowns, zudem fing er fünf Pässe für 97 Yards und einen Touchdown. Im Orange Bowl wurde Achane als Most Valuable Player (MVP) ausgezeichnet. Beim 41:27-Sieg über die North Carolina Tar Heels gelang ihm mit 140 erlaufenen Yards und zwei Touchdowns seine beste Saisonleistung. In seinem zweiten College-Jahr nahm er eine wesentlich größere Rolle ein und erlief bei 130 Versuchen 910 Yards und neun Touchdowns. Mit 7,0 Yards pro Lauf war er der in dieser Statistik erfolgreichste Runningback in der Southeastern Conference (SEC). In der Saison 2022 übernahm Achane nach dem Abgang von Spiller in die NFL dessen Rolle als Starter. Bei 196 Läufen verzeichnete er 1102 Yards und acht Touchdowns. Er wurde in das All-Star-Team der SEC gewählt. Neben seiner Rolle in der Offense wurde er auch 2021 und 2022 als Kick Returner eingesetzt und erzielte dabei zwei Touchdowns. Im letzten Spiel der Saison 2022 stellte er mit 38 Läufen für 215 Yards jeweils Karrierehöchstwerte aus und erlief zwei Touchdowns. Wenig später gab er seine Anmeldung für den NFL Draft bekannt.
Neben seiner Footballkarriere war Achane auch als Leichtathlet aktiv und war sowohl an der Highschool als auch am College ein erfolgreicher Sprinter. Er gewann mit seiner Highschool zwei Staatsmeisterschaften, wurde 2020 zum Texas Gatorade Boys Track & Field Athlete of the Year gekürt und wurde am College 2021 als All-American ausgezeichnet. Er verzeichnete Zeiten von 10,22 Sekunden auf 100 Metern und 20,73 Sekunden auf 200 Metern.

## NFL
Im NFL Draft 2023 wurde Achane in der dritten Runde an 84. Stelle von den Miami Dolphins ausgewählt. Zunächst nahm er hinter Raheem Mostert und Salvon Ahmed keine große Rolle ein. Nachdem Achane am ersten Spieltag nicht im Aufgebot sein Dolphins gestanden hatte, gab er sein NFL-Debüt in Woche 2 gegen die New England Patriots. Dabei kam er auf einen Lauf für fünf Yards und einen gefangenen Pass für vier Yards. Durch den verletzungsbedingten Ausfall von Ahmed sah Achane am dritten Spieltag mehr Spielzeit. Beim 70:20-Sieg über die Denver Broncos, in dem die Dolphins die zweitmeisten Punkte der Super-Bowl-Ära erzielten, erlief Achane 203 Yards bei 18 Versuchen und fing zudem fünf Pässe für 30 Yards. Dabei erzielte er insgesamt vier Touchdowns. Für diese Leistung wurde er als AFC Offensive Player of the Week ausgezeichnet. Am fünften Spieltag zog Achane sich gegen die New York Giants eine Knieverletzung zu und verbrachte daher die folgenden vier Spiele auf der Injured Reserve List. Bei seinem Comeback gegen die Las Vegas Raiders musste er verletzungsbedingt schnell wieder ausgewechselt werden und verpasste daher auch die Partie am zwölften Spieltag, bevor er in Woche 13 gegen die Washington Commanders zurückkehrte. Insgesamt erlief Achane als Rookie bei 103 Versuchen 800 Yards und acht Touchdowns, zudem fing er 27 Pässe für 197 Yards und drei weitere Touchdowns. Mit 7,8 Yards pro Lauf war Achane historisch effizient – zuletzt hatte mit Beattie Feathers von den Chicago Bears 1934 (8,4 Yards pro Lauf) ein Runningback bei mindestens 100 Versuchen mehr Yards pro Lauf erzielt als Achane. Den bis dahin besten Wert in der modernen NFL verzeichneten Mercury Morris (1973) und Jamaal Charles (2010) mit 6,4 Yards pro Lauf.
In der Saison 2024 löste Achane Mostert als Nummer-eins-Runningback der Dolphins ab. Dabei konnte er seine Effizienz als Runner mit 4,5 Yards pro Lauf nicht aufrechterhalten und verzeichnete insgesamt 907 Yards im Laufspiel, nahm aber eine deutlich größere Rolle im Passspiel ein als im Vorjahr und fing 78 Pässe für 592 Yards. Achane erzielte insgesamt zwölf Touchdowns.

### NFL-Statistiken
| Saison                             | Team  | Spiele | Spiele | Rushing | Rushing | Rushing | Rushing | Rushing | Receiving | Receiving | Receiving | Receiving | Receiving | Fumbles | Fumbles |
| Saison                             | Team  | GP     | GS     | Att     | Yds     | Avg     | Lng     | TD      | Rec       | Yds       | Avg       | Lng       | TD        | Fum     | Lost    |
| ---------------------------------- | ----- | ------ | ------ | ------- | ------- | ------- | ------- | ------- | --------- | --------- | --------- | --------- | --------- | ------- | ------- |
| 2023                               | MIA   | 11     | 4      | 103     | 800     | 7,8     | 76      | 8       | 27        | 197       | 7,3       | 23        | 3         | 1       | 1       |
| 2024                               | MIA   | 17     | 16     | 203     | 907     | 4,5     | 61      | 6       | 78        | 592       | 7,6       | 39        | 6         | 1       | 0       |
| Total                              | Total | 28     | 20     | 306     | 1707    | 5,6     | 76      | 14      | 27        | 789       | 7,5       | 39        | 9         | 2       | 1       |
| Quelle: pro-football-reference.com |       |        |        |         |         |         |         |         |           |           |           |           |           |         |         |